# Noor van Jordanië
Koningin Noor van Jordanië (Arabisch: الملكة نور ) (Washington D.C., 23 augustus 1951) is de laatste echtgenote en weduwe van de in 1999 overleden koning Hoessein van Jordanië.
Koningin Noor werd geboren als Lisa Najeeb Halaby. Zij is de dochter van de Amerikaanse zakenman Najeeb Halaby en Doris Carlquist. Ze leerde koning Hoessein kennen toen ze als architect werkte aan de ontwikkeling van de luchthaven van Amman. Op 15 juni 1978 trouwden zij en bekeerde zij zich tot de islam. Sindsdien is haar volledige naam: H.M. koningin Noor Najeeb Halaby van Jordanië. Het echtpaar kreeg vier kinderen:
- prins Hamzah bin al-Hoessein van Jordanië (29 maart 1980). Van 1999 tot 2004 was hij kroonprins, tot zijn halfbroer Abdoellah II deze titel introk.
- prins Hashim bin al-Hoessein van Jordanië (10 juni 1981).
- prinses Iman bint al-Hoessein van Jordanië (24 april 1983).
- prinses Raiyah bint al-Hoessein van Jordanië (9 februari 1986).

Na de dood van haar man behield zij haar titel. Doordat zij niet de moeder is van de huidige koning Abdoellah II, kan zij niet worden aangeduid als koningin-moeder. Qua aanspreektitel is er daardoor geen verschil tussen haar en koningin Rania, de echtgenote van Abdoellah II. Zij staat niet op goede voet met de huidige Jordaanse koninklijke familie sinds haar zoon Hamzah van Jordanië in 2004 moest wijken als kroonprins van Jordanië.
Koningin Noor is actief in het internationaal onder de aandacht brengen van de Arabische en moslimcultuur en politiek, Arabische contacten met het Westen, conflictpreventie, vluchtelingenwerk, vermiste personen, armoede en ontwapening.